# Къмюнити Шийлд
Къмюнити Шийлд (на английски: FA Community Shield – Обществен щит на футболната асоциация) е годишен английски футболен трофей, за който се играе един мач между шампиона на Висшата Лига и носителя на Купата на ФА. Той е еквивалент на суперкупата в много страни от Европа и по света. Продължение е на наградата Благотворителен щит на шерифа на Лондон (англ. Sheriff of London Charity Shield), присъждана от 1898 до 1907 г. От сезон 1908–1909 година мачът се провежда за наградата Благотворителен щит (англ. Чарити Шийлд). За пръв път трофеят се печели от Манчестър Юнайтед. От 1937 до 1947 г. наградата не се присъжда.
Мачът е организиран от Футболната асоциация (ФА), а приходите от играта се разпределят на обществени инициативи и благотворителни организации в цялата страна. Приходите от касовите продажби за мача се разпределят между 124-те клуба, които се състезават за Купата на ФА от първия кръг нататък, за по-нататъшно разпределение на благотворителни организации и проекти по техен избор, докато остатъкът се разпределя на националните благотворителни партньори на ФА. 
През 2002 г. Комисията по благотворителност установява, че Футболната асоциация не е изпълнила законовите си задължения съгласно закона за благотворителност, като не е посочила какви пари от продажбата на билети отиват за благотворителност и е забавила плащанията към номинираните благотворителни организации.  В резултат на това състезанието е преименувано на „Къмюнити Шийлд“.  Арсенал е първият носител на наградата с новото име след победа с 1:0 над Ливърпул. 
Футболната среща за „Обществения щит на ФА“ се провежда непосредствено преди началото на следващия сезон, като след 1974 година се играе на стадион „Уембли“. Между 2001 и 2006 година се играе на Милениъм Стейдиъм в Кардиф, Уелс, поради реконструкцията на Уембли. Ако някой тим спечели дубъл през сезона, в срещата за „Къмюнити Шийлд“ срещу него се изправя вторият в класирането на Висшата Лига.
Последният носител на трофея „Къмюнити Шийлд“ е Лестър Сити, който побеждава с 1:0 Манчестър Сити във финала на 7 август 2021 г. на „Уембли“. 

## Рекорди
- Най-успешните отбори в турнира са: Манчестър Юнайтед с 21 купи, Ливърпул и Арсенал с по 15 купи, Евертън с 9 купи и Тотнъм – 7 купи. [5]
- Най-резултатните срещи е победата на Манчестър Юнайтед срещу Суиндън Таун с 8:4 през 1911 година.
- Най-успешният играч е Райън Гигс с 8 трофея (1993, 1994, 1996, 1997, 2003, 2007, 2008, 2010 с Манчестър Юнайтед).
- Единствените отбори печелили Чарити Шийлд, които никога не са печелили ФА Къп или Първа Дивизия са Лестър Сити и Брайтън & Хоув Албиън. Лестър печелят Втора Дивизия, а Брайтън – Южната Футболна Лига.

## Стадиони
- Олд Трафорд (1922, 1928, 1952, 1957, 1965, 1967)
- Хайбъри (1924, 1934, 1935, 1938, 1948, 1949, 1953)
- Уайт Харт Лейн (1912, 1920, 1921, 1925, 1951, 1961)
- Стамфорд Бридж (1908 – 1911, 1923, 1927, 1930, 1950, 1955, 1970)
- Дъ Ден (1913, 1929)
- Мей Роуд (1926, 1937, 1956, 1968, 1973)
- Вила Парк (1931, 1972)
- Сейнт Джеймсис Парк (1932)
- Гудисън Парк (1933, 1963, 1966)
- Рокър Парк (1936)
- Молинеукс (1954, 1959)
- Бърндън Парк (1958)
- Търф Моор (1960) The trophy

| Team                    | Wins (outright wins/shared titles) | Years (* title was shared) |
| ----------------------- | ---------------------------------- | --- |
| Manchester United       | 21 (17/4)                          | 1908, 1911, 1952, 1956, 1957, 1965*, 1967*, 1977*, 1983, 1990*, 1993, 1994, 1996, 1997, 2003, 2007, 2008, 2010, 2011, 2013, 2016 |
| Arsenal                 | 17 (15/1)                          | 1930, 1931, 1933, 1934, 1938, 1948, 1953, 1991*, 1998, 1999, 2002, 2004, 2014, 2015, 2017, 2020, 2023                            |
| Liverpool               | 15 (10/5)                          | 1964*, 1965*, 1966, 1974, 1976, 1977*, 1979, 1980, 1982, 1986*, 1988, 1989, 1990*, 2001, 2006                                    |
| Everton                 | 9 (8/1)                            | 1928, 1932, 1963, 1970, 1984, 1985, 1986*, 1987, 1995                                                                            |
| Tottenham Hotspur       | 7 (4/3)                            | 1921, 1951, 1961, 1962, 1967*, 1981*, 1991*                                                                                      |
| Manchester City         | 7                                  | 1937, 1968, 1972, 2012, 2018, 2019, 2024                                                                                         |
| Chelsea                 | 4                                  | 1955, 2000, 2005, 2009 |
| Wolverhampton Wanderers | 4 (1/3)                            | 1949*, 1954*, 1959, 1960* |
| Leeds United            | 2                                  | 1969, 1992 |
| Leicester City          | 2                                  | 1971, 2021 |
| West Bromwich Albion    | 2 (1/1)                            | 1920, 1954* |
| Burnley                 | 2 (1/1)                            | 1960*, 1973 |
| Newcastle United        | 1                                  | 1909 |
| Brighton & Hove Albion  | 1                                  | 1910 |
| Blackburn Rovers        | 1                                  | 1912 |
| Huddersfield Town       | 1                                  | 1922 |
| Cardiff City            | 1                                  | 1927 |
| Sheffield Wednesday     | 1                                  | 1935 |
| Sunderland              | 1                                  | 1936 |
| Bolton Wanderers        | 1                                  | 1958 |
| Derby County            | 1                                  | 1975 |
| Nottingham Forest       | 1                                  | 1978 |
| Portsmouth              | 1 (0/1)                            | 1949* |
| West Ham United         | 1 (0/1)                            | 1964* |
| Aston Villa             | 1 (0/1)                            | 1981* |

- Портман Роуд (1962)
- Анфийлд (1964)
- Елън Роуд (1969)
- Филбърт Стрийт (1971)
- Уембли (1974 – 2000)
- Милениъм Стейдиъм (2001 – 2006)
- Уембли (от 2007)

## Полезни връзки
- История на турнира в TheFA.com
- Архив с резултати в RSSSF.com